# 히로타역
히로타역(일본어: 広田駅)은 일본 후쿠시마현 아이즈와카마쓰시에 위치한 동일본 여객철도 · 일본화물철도 반에쓰사이선의 철도역이다. 단선 · 섬식의 형태를 합친 2면 3선 구조의 복합 승강장을 갖춘 지상역이다.

## 타는 곳
| 1     | ■ 반에쓰사이선 | 상행 | 이나와시로 · 반다이아타미 · 고리야마 방면 |
| 2 · 3 | ■ 반에쓰사이선 | 하행 | 아이즈와카마쓰 · 기타카타 방면            |

## 화물 취급
현재, 일본화물철도의 역은 차급 화물의 임시 취급역으로 되어 있어, 화물 열차의 발착은 없다. 화물 설비는 없고, 전용선도 당 역에서는 접속하지 않는다.
예전에는, 스미토모 오사카 시멘트 서비스 스테이션에 이르는 전용선이 존재했다. 이 시설에서 오미역 발송의 시멘트를 수송하기 때문에, 화요일 - 목요일 아침으로 화물 열차가 도착하고 있다. 그러나, 2007년 3월 14일 도착분을 기해서 도착하는 화물이 없어졌기 때문에, 3월 15일에 기관차가 단기로 도착해, 전날에 도착해서 시멘트를 취급해서 내렸던 공차를 인수해서, 전용선의 운행을 종료했다. 전용선에는 스미토모 오사카 시멘트 소유의 오렌지 색의 히타치 제작소 제작 스위치 1기가 존재하고 있다.
또한, 1980년대까지는, 미쓰비시 제강 히로타 제작소로의 전용선도 존재했다.

## 이용 현황
| 승차 인원 추이 | 승차 인원 추이 |
| 연도           | 1일 평균       |
| -------------- | -------------- |
| 2000           | 238            |
| 2001           | 241            |
| 2002           | 227            |
| 2003           | 225            |
| 2004           | 211            |

## 역 주변
- 아이즈와카마쓰 시 가와히가시 지소

## 인접 역
| 동일본 여객철도 ■ 반에쓰사이선 | 동일본 여객철도 ■ 반에쓰사이선 | 동일본 여객철도 ■ 반에쓰사이선 |
| ------------------------------ | ------------------------------ | ------------------------------ |
| 히가시나가하라 고리야마 방면   | □ 쾌속 · ■ 보통                | 아이즈와카마쓰 니쓰 방면       |